# Stadion Wodnik w Nachodce
Stadion Wodnik – wielofunkcyjny stadion w Nachodce, w Rosji. Został otwarty w 1965 roku. Po rekonstrukcji w 2005 roku i instalacji plastikowych siedzisk może pomieścić 4000 widzów. Swoje spotkania na obiekcie rozgrywa drużyna Okiean Nachodka.